# Garrett Wang
Garrett Wang (chiń. 王以瞻; pinyin Wáng Yǐzhān; ur. 15 grudnia 1968 r. w Riverside – amerykański aktor chińskiego pochodzenia. Znany głównie jako chorąży Harry Kim w serialu Star Trek: Voyager.